# Dave Bing
Pour les articles homonymes, voir Bing.
David Bing, né le 24 novembre 1943 à Washington, D.C., États-Unis, est un ancien joueur américain de basket-ball de la NBA, élu parmi les meilleurs joueurs du cinquantenaire. Il est maire de Détroit de 2009 à 2013.

## Biographie
Dave Bing joue d'abord aux Pistons de Détroit de 1966 à 1975, puis il passe deux ans aux Bullets de Washington et une saison aux Celtics de Boston avant de prendre sa retraite à la fin de la saison 1977-1978.

## Formation
Dave Bing débute en 1959 au lycée de Spingarn, Washington D.C. où il remporte trois titres. Il est élu all-Inter High, All-Metro, et All-East et en 1962, All-American Team. Il fait ses études supérieures à l'université de Syracuse, où il est meilleur marqueur tant en sophomore (22,2 pts) en 1964, qu'en junior (23,2), en 1965, et en senior (28,4) in 1966 (5e rang national). Il est le premier first consensus All-American de son université en 39 ans, nommé All-America First Team', et Athlete of the Year de Syracuse University. Son numéro 22 a été retiré de son université.

## Aux Pistons de Détroit

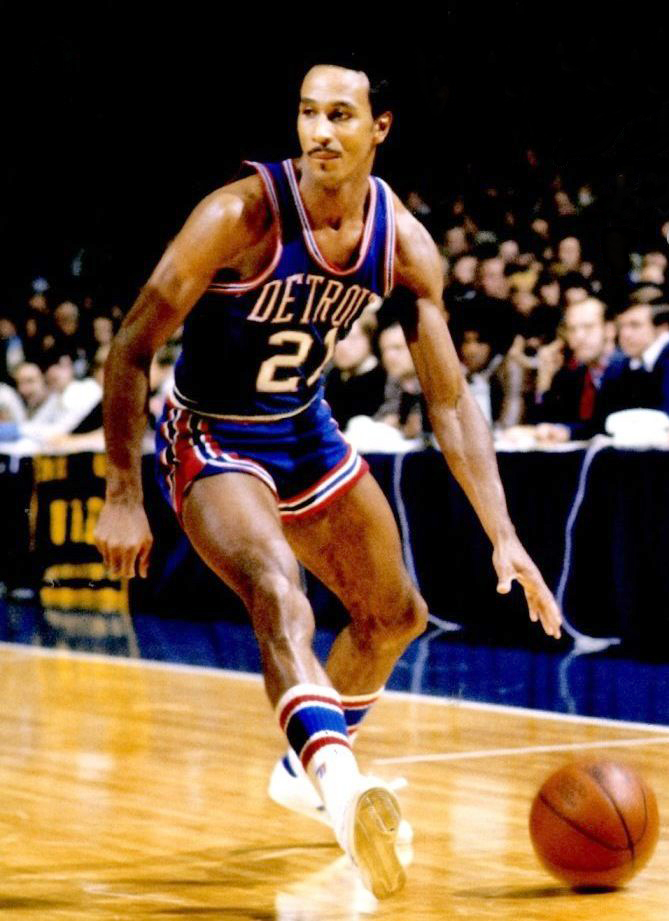
Dave Bing vers 1975.

En 1966, Bing rejoint la NBA comme deuxième choix de la draft par les Pistons, où il marque 1601 points (20,0 pts par match) dans son année rookie et est nommé NBA Rookie of the Year. L'année suivante, il use de son tir soyeux pour devenir meilleur marqueur de la ligue avec 2142 points (27,1 pts). Bing cumule des moyennes de 20,3 points et 6 passes décisives par rencontre au cours de ses 12 années, disputant sept NBA All-Star Game (1968 et 1969, et de 1971 à 1976). Il est élu MVP du All-Star Game en 1976, nommé All-NBA First Team en 1968 et 1969, et introduit au Basketball Hall of Fame.
Son style de jeu était assez inhabituel. Comme meneur, il excellait à distribuer les ballons, mais il prit plus de tirs qu'aucun joueur du même poste à son époque. On affirma en plaisantant que lui et l'autre arrière Jimmy Walker qu'il était honteux qu'il n'y ait qu'un ballon pour eux deux.
Bing est hélas de ces quelques grands joueurs qui ne disputèrent jamais les Finales NBA, comme Bob Lanier, Pete Maravich, Connie Hawkins, Dan Issel ou Bernard King pour ne citer qu'eux.

## Après la NBA
Après avoir pris sa retraite sportive, Bing rencontre également des succès dans les affaires dans la région de Détroit. Au All-Star Game 1990, il reçoit le Schick Achievement Award pour sa reconversion réussie. Son maillot numéro 21 est retiré par les Pistons.

## Statistiques
gras = ses meilleures performances

### Universitaires
Statistiques en université de Dave Bing
| Saison    | Équipe   | Matchs | Titul. | % Tir | % LF | Rbds/m. | Pass/m. | Pts/m. |
| --------- | -------- | ------ | ------ | ----- | ---- | ------- | ------- | ------ |
| 1963-1964 | Syracuse | 25     | —      | 46,7  | 73,3 | 8,2     | —       | 22,2   |
| 1964-1965 | Syracuse | 23     | —      | 46,4  | 74,7 | 12,0    | —       | 23,2   |
| 1965-1966 | Syracuse | 28     | 28     | 54,1  | 80,2 | 10,6    | 6,6     | 28,4   |
| Carrière  | Carrière | 76     | 28     | 49,5  | 76,4 | 10,3    | 6,6     | 24,8   |

### Professionnelles

#### Saison régulière
Légende :
| Champion NBA | Meilleur joueur de cette catégorie statistique de la saison |

gras = ses meilleures performances
Statistiques en saison régulière de Dave Bing
| Saison        | Équipe        | Matchs | Titul. | Min./m | % Tir | % LF  | Rbds/m. | Pass/m. | Int/m. | Ctr/m. | Pts/m. |
| ------------- | ------------- | ------ | ------ | ------ | ----- | ----- | ------- | ------- | ------ | ------ | ------ |
| 1966-1967     | Détroit       | 80     | —      | 34,5   | 43,6  | 73,8  | 4,5     | 4,1     | —      | —      | 20,0   |
| 1967-1968     | Détroit       | 79     | —      | 40,6   | 44,1  | 70,7  | 4,7     | 6,4     | —      | —      | 27,1   |
| 1968-1969     | Détroit       | 77     | —      | 39,5   | 42,5  | 71,3  | 5,0     | 7,1     | —      | —      | 23,4   |
| 1969-1970     | Détroit       | 70     | —      | 33,3   | 44,4  | 78,3  | 4,3     | 6,0     | —      | —      | 22,9   |
| 1970-1971     | Détroit       | 82     | —      | 37,4   | 46,7  | 79,7  | 4,4     | 5,0     | —      | —      | 27,0   |
| 1971-1972     | Détroit       | 45     | 45     | 43,0   | 41,4  | 78,5  | 4,1     | 7,0     | —      | —      | 22,6   |
| 1972-1973     | Détroit       | 82     | 82     | 41,0   | 44,8  | 81,4  | 3,6     | 7,8     | —      | —      | 22,4   |
| 1973-1974     | Détroit       | 81     | 81     | 38,6   | 43,6  | 81,3  | 3,5     | 6,9     | 1,3    | 0,2    | 18,8   |
| 1974-1975     | Détroit       | 79     | 78     | 40,8   | 43,4  | 80,9  | 3,6     | 7,7     | 1,5    | 0,3    | 19,0   |
| 1975-1976     | Washington    | 82     | 80     | 35,9   | 44,7  | 78,7  | 2,9     | 6,0     | 1,4    | 0,3    | 16,2   |
| 1976-1977     | Washington    | 64     | 37     | 23,7   | 45,4  | 77,3  | 2,2     | 4,3     | 1,0    | 0,1    | 10,6   |
| 1977-1978     | Boston        | 80     | 49     | 28,2   | 44,9  | 82,4  | 2,7     | 3,8     | 1,0    | 0,2    | 13,6   |
| Carrière      | Carrière      | 901    | 452    | 36,4   | 44,1  | 77,5  | 3,8     | 6,0     | 1,3    | 0,2    | 20,3   |
| All-Star Game | All-Star Game | 7      | 3      | 17,9   | 37,2  | 100,0 | 2,3     | 2,3     | 0,0    | 0,0    | 5,9    |

#### Playoffs
Légende :
| Meilleur joueur de cette catégorie statistique de la saison |

Statistiques en playoffs de Dave Bing
| Saison   | Équipe     | Matchs | Titul. | Min./m | % Tir | % LF  | Rbds/m. | Pass/m. | Int/m. | Ctr/m. | Pts/m. |
| -------- | ---------- | ------ | ------ | ------ | ----- | ----- | ------- | ------- | ------ | ------ | ------ |
| 1968     | Détroit    | 6      | —      | 42,3   | 41,0  | 73,3  | 4,0     | 4,8     | —      | —      | 28,2   |
| 1974     | Détroit    | 7      | 7      | 44,6   | 42,0  | 73,3  | 3,7     | 6,0     | 0,4    | 0,1    | 18,9   |
| 1975     | Détroit    | 3      | 3      | 44,7   | 42,6  | 61,5  | 3,7     | 9,7     | 1,7    | 0,0    | 16,0   |
| 1976     | Washington | 7      | 7      | 29,9   | 44,7  | 80,0  | 2,6     | 4,0     | 1,0    | 0,3    | 13,7   |
| 1977     | Washington | 8      | 0      | 6,9    | 43,8  | 100,0 | 0,8     | 0,6     | 0,0    | 0,1    | 4,0    |
| Carrière | Carrière   | 31     | 17     | 31,1   | 42,3  | 74,8  | 2,7     | 4,3     | 0,6    | 0,2    | 15,4   |

## Carrière politique
Le 16 octobre 2008, Bing annonce qu'il se présente à l'élection municipale anticipée à Détroit, organisée après la démission du maire Kwame Kilpatrick, à la suite d'un scandale de corruption. En février 2009, lors de l'élection primaire pour le Parti démocrate, il bat le maire intérimaire Kenneth Cockrel, Jr. Le 5 mai, il est élu maire de la ville et entre en fonction le 11 pour achever le mandat de Kilpatrick. Enfin, le 3 novembre suivant, il est élu pour un nouveau mandat complet de quatre ans du 1er janvier 2010 au 31 décembre 2013.